# Špičák (Šenovská pahorkatina)
Špičák (německy Spitzberg) je kopec s nadmořskou výškou 481 m ležící na území města Šluknova (část obce Císařský) v Ústeckém kraji. Vrch náleží ke geomorfologickému celku Šluknovská pahorkatina, jejímu okrsku Šenovská pahorkatina a podokrsku Hrazenská pahorkatina. Geologické podloží tvoří ve vrcholové části hornina kolísající svým složením mezi bazanitem a tefritem a na povrch vystupuje v podobě skalisek se sloupcovou odlučností. Na svazích se pak nachází středně zrnitý lužický granodiorit a při východním úpatí také lipovsko-rožanský granodiorit. Půdní pokryv svahů tvoří modální mesobazická a dystrická kambizem, kterou při západním až jižním úpatí střídá kambizem oglejená a ve vrcholových partiích pak modální eutrofní kambizem a suťový ranker. Podél západního až jižního úpatí protéká Velkošenovský potok a na východním a severním svahu pramení přítoky Schemichbachu. Kopec tak náleží k povodí Labe a úmoří Severního moře. Vrch je zalesněný smíšeným až jehličnatým lesem. Severně od vrcholu prochází česko-německá státní hranice a po ní vede modrá turistická trasa. Při lesní cestě jihozápadně od vrcholu stojí kovový kříž s kamenným podstavcem.